# Coffea stenophylla
Café des hautes terres
Espèce
Coffea stenophylla, également nommé  Highland Coffee (« Café des hautes terres ») ou « Café à petites feuilles et petits grains de l'Indénié[réf. nécessaire] », est une espèce de caféiers qui pousse au Sierra Leone, en Guinée et en Côte d'Ivoire à l’état sauvage, et qui a contribué à l'élaboration du caféier robusta, présent au XXIe siècle dans quatre tasses de café sur dix sur la planète.

## Distribution
Cette espèce se rencontre naturellement dans les galeries forestières bordant les rivières torrentielles et sous les grands arbres des lieux frais, mais non marécageux, en Guinée, en Côte d'Ivoire et au Sierra Leone. Elle se rencontre également dans d'autres types de milieux via les cultures humaines, que ce soit dans ces pays ou à Java où elle a été introduite.

## Histoire
L'espèce Coffea stenophylla a d'abord été connue à la fin du XVIIIe siècle comme une plante cultivée dans la Sierra Leone, où elle était connue à l'état sauvage dans la région de Freetown ; mais elle ne fut décrite qu'en 1834, d'après des spécimens cultivés.
C. stenophylla pousse à l'état spontané dans les galeries forestières bordant les rivières. Près de la côte, l'espèce n'existe plus mais sa culture y avait été introduite par les Portugais à la fin du Moyen Âge. Elle a ensuite été introduite à Java, en trois vagues, à partir de 1896, en 1901 et en 1907.
Ce caféier a été redécouvert vers 1914, dans la forêt dense de la Côte d'Ivoire, à 1 000 km environ de l'aire guinéenne. En 1930, elle était présente en Guinée le long de petites vallées vers 1 000 m d'altitude dans la région du Fouta-Djalon, sur les contreforts occidentaux du plateau, et dans la région de Timbi Madina. Elle fournissait le café dit « du Rio Nunez », fleuve côtier de Guinée.
La culture de C. stenophylla, au goût aussi raffiné que les meilleurs arabicas et adapté à des températures annuelles moyennes plus hautes (25 °C au lieu de 19), est envisagée comme un substitut possible en réponse au réchauffement climatique.